# Säkkipilli
Säkkipilli est le terme générique finnois pour la cornemuse mais il désigne également l'ancienne cornemuse traditionnelle finlandaise, qui est actuellement relancée.
Un éminent partisan de la relance de la säkkipilli en Finlande est le musicien Petri Prauda. Prauda a commencé à jouer du torupill (en) estonien et, plus tard, a reconstruit une säkkipilli en se basant sur des exemplaires de musée,.